# Гнилое Болото
Гнилое Болото — село в Сосковском районе Орловской области. Является административным центром Алпеевского сельского поселения.

## История
Село Гнилое Болото (другое название — Ипполитово, в советское время — Калинино) на реке Ицка входило в состав Кромского уезда Орловской губернии.
В конце XVIII века деревня Гнилое Болото принадлежало дворянскому роду Болотовых. Во второй половине 1790-х годов коллежский асессор Павел Андреевич Болотов (1771—1850), третий сын писателя-мемуариста и учёного Андрея Тимофеевича Болотова, женился на помещице Марии Фёдоровне Ошаниной и поселился в её кромском поместье — сельце Гнилое Болото. У супругов было шесть детей: три дочери и три сына.
В Большой Советской Энциклопедии сообщается, что сын Павла Андреевича — Алексей Болотов родился в 1803 году в Орловской губернии. Есть все основания предположить, что таким местом явилась деревня Гнилое Болото. Алексей Павлович стал профессором геодезии и топографии Академии Генштаба в 29 лет. Он был автором капитальных трудов, сыгравших большую роль в подготовке геодезистов и топографов и в развитии методов геодезических работ в России, А. П. Болотов разработал одну из шкал изображения рельефа на планах и картах штрихами.
До 1866 года Гнилое Болото считалось деревней, затем помещица Ольга Павловна Болотова (1818—1874) купила в селе Шаблыкино и построила в своём имении деревянный однопрестольный храм во имя Преображения Господня, под «правою стеною коего она и была погребена в 1874 году».
В 1875 году имение Гнилое Болото было куплено у Болотовых женой купца, Матрёной Афанасьевной Нехорошевой, за 46 тысяч рублей.

## Население
| 2002 | 2010 |
| ---- | ---- |
| 251  | ↘205 |